# Államok vezetőinek listája 898-ban
Ezen az oldalon az i. sz. 898-ban fennálló államok vezetőinek névsora olvasható földrészek, majd országok szerinti bontásban.

## Európa
- Asztúriai Királyság
  - Király: III. Alfonz (866–910)
  - Portugál Grófság
    - Gróf: Lucídio Vimaranes (873–924)
- Bizánci Birodalom
  - Császár: VI. León (886–912)
- Bolgár Kánság
  - Fejedelem: I. Simeon (893–927)
- Breton Hercegség
  - Herceg: I. Alain (876-907)
- Burgundiai Királyság
  - Király: I. Rudolf (888–912)
- Córdobai Emirátus
  - Emír: Abdullah (888–912)
- Cseh Fejedelemség
  - Fejedelem: I. Spytihněv (889-915)
- Keleti Frank Királyság
  - Király: Arnulf (887–899)
  - Szászország
    - Herceg: I. Ottó (880-912)
- Nyugati Frank Királyság
  - Király: Odó (888–898)
  - Király: III. Károly (898–922)
  - Toulouse-i Grófság
    - Gróf: Odó (885–919)

  - Flandriai Grófság
    - Őrgróf: II. Balduin (879–918)
- Itáliai Királyság
  - Császár: Arnulf (896–899)
  - Toszkánai Őrgrófság
    - Őrgróf: II. Adalbert (886–915)
- Horvát Fejedelemség
  - Fejedelem: Muncimir (892-910)
- 'Magyar Fejedelemség
  - Fejedelem: Árpád (896-907)
- Morva Fejedelemség
  - Fejedelem: II. Mojmír (894–906)
- Navarra
  - Király: Fortún Garcés (882–905)
- Nápolyi Hercegség
  - Herceg: Athanasius (877–898)
  - Herceg: IV. Gergely (898–915)
- Norvég Királyság
  - Király: I. Harald (872–933)
- Kijevi Rusz
  - Fejedelem: Oleg (879–912)
- Pápai Állam
  - Pápa: IX. János (898–900)
- Provence
  - Király: Vak Lajos (890-928)
- Salernói Hercegség
  - Herceg: I. Guaimar (880-901)
- Szerb Fejedelemség
  - Fejedelem: Petar (892-917)
- Velencei Köztársaság
  - Dózse: Pietro Tribuno (887-911)

### Britannia
- Gwynedd
  - Király: Anarawd ap Rhodri (878–916)
- Kelet-angliai Királyság
  - Király: Eohric (890-902)
- Mercia
  - Király: II. Æthelred (879–911)
- Powys
  -     - Herceg: Merfyn ap Rhodri (878–900)
- Skót Királyság
  - Király: II. Donald (889–900)
- Angol Királyság
  - Király: Nagy Alfréd (871–899)

## Ázsia
- Abbászida Kalifátus
  - Kalifa: Al-Mutadid (892–902)
- India
  - Anuradhapura
    - Király: II. Szena (866-901)

  - Csóla Birodalom
    - Király: Athiththa (881–907)

  - Pála-dinasztia
    - Király: Narajanapála (854–908)

  - Pallava
    - Király: Aparadzsita (882–kb. 900)

  - Pándja-dinasztia
    - Király: Parantaka Viranarajana (880–900)

  - Pratihara-dinasztia
    - Király: I. Mahendrapala (885–908)

  - Rástrakúta-dinasztia
    - Király: II. Krisna Akalavarsa (878–914)
- Japán
  - Császár: Daigo (897–930)
- Khmer Birodalom
  - Király: I. Jaszovarman (890–910)
- Kína (Tang-dinasztia)
  - Császár: Tang Csao-cung (888–904)
- Korea
  - Silla
    - Király: Hjogong (897–912)

  - Palhe
    - Király: Te Ühe (894–906)

  - Kései Pekcse
    - Király: Kjon Hvon (892-935)
- Nancsao
  - Császár: Shunhuazhen (897-902)
- Örmény Királyság
  - Király: I. Szmbat (890–914)
- Pagani Királyság
  - Király: Tannet (878–906)
- Szaffáridák
  - Emír: Amr ibn al-Lajsz (879–900)

## Afrika
- Aglabidák
  - Emír: II. Abú Isák Ibráhím (875–902)
- Egyiptom
  - Kormányzó: Hárún ibn Humáravajh (896-905)
- Idríszidák
  - Emír: III. Jahjá ibn al-Kászim (kb. 885–905)
- Rusztamidák
  - Imám: Jakub ibn Aflah (895–899)

## Fordítás
- Ez a szócikk részben vagy egészben  a   Liste der Staatsoberhäupter 898 című német Wikipédia-szócikk ezen változatának fordításán alapul.  Az eredeti cikk szerkesztőit annak laptörténete sorolja fel. Ez a jelzés csupán a megfogalmazás eredetét és a szerzői jogokat jelzi, nem szolgál a cikkben szereplő információk forrásmegjelöléseként.